# Oxytate minuta
Oxytate minuta är en spindelart som beskrevs av Tang, Yin och Peng 2005. Oxytate minuta ingår i släktet Oxytate och familjen krabbspindlar. Inga underarter finns listade i Catalogue of Life.